# Emblema nacional de Mongolia
El emblema nacional de Mongolia (en mongol: Монгол Улсын төрийн сүлд, romanizado: Mongol Ulsiin töriin süld, ˈmɔɴɢɞɮ ʊɬˈsʲiːɴ tʰɵˈriːɴ suɬt) es utilizado por el gobierno de Mongolia como uno de sus tres símbolos estatales (los otros son la bandera y el himno). Se utiliza oficialmente, por ejemplo, en documentos como pasaportes mongoles y en carteles gubernamentales y de embajadas. 

## Descripción
El borde exterior presenta un tumen nasan, que simboliza la eternidad, rodeando un campo circular azul, que simboliza el cielo. En el centro del campo hay una combinación del símbolo Soyombo y el caballo de viento (corcel atesorado), que simbolizan la independencia, la soberanía y el espíritu de Mongolia. Los símbolos del sol, la luna y el fuego derivan de los xiongnu. Sobre el campo hay un Chintamani (Чандмань), que representa las Tres Joyas budistas, que en el folclore mongol concede deseos. Debajo del emblema central hay una cordillera verde, con la Rueda del Dharma (Хүрд) en el centro. En la parte inferior de la cordillera y la rueda hay un khadag (Хадаг), una bufanda ceremonial.

## Historia
El primer emblema estatal de la República Popular de Mongolia, adoptado en 1924, fue simplemente el símbolo del Soyombo, al cual en 1939 se le añadieron unas hojas de loto, a raíz de la victoria en la batalla de Jaljin Gol, que enfrentó a las tropas mongoles y soviéticas contra las de Japón y el Manchukuo.
El escudo de 1940 presentaba muchos motivos tradicionales, como un caballero cabalgando por la estepa, con una montaña y un sol naciente, y cuatro cabezas de ganado en representación de la ganadería. El único símbolo socialista era la estrella roja en lo alto. A finales de 1941, el nombre oficial del estado (Bügd Nairamdakh Mongol Ard Uls, República Popular de Mongolia) aparecía escrito en el alfabeto tradicional mongol, pero a partir de esa fecha se escribieron sólo las iniciales en cirílico (БНМАУ).
En 1960 ya se adoptó más simbología comunista, como la rueda dentada alusiva a los trabajadores de la industria y unas espigas de trigo en representación del campesinado. La estrella roja en lo alto incorporó la versión socialista del símbolo nacional del Soyombo. En la parte de abajo figuraba la bandera estatal, también con las iniciales en cirílico del nombre oficial de la República.

## Escudos históricos

Soyombo del Kanato de Mongolia (1911-1924)
Emblema estatal de la República Popular de Mongolia (2 de diciembre de 1924-14 de marzo de 1939)
Emblema estatal de la República Popular de Mongolia (15 de marzo de 1939-5 de abril de 1940)
Emblema estatal de la República Popular de Mongolia (6 de abril de 1940-31 de octubre de 1941)
Emblema estatal de la República Popular de Mongolia (1 de noviembre de 1941-5 de marzo de 1960)
Emblema estatal de la República Popular de Mongolia (6 de marzo de 1960-21 de junio de 1991)